# 天畠大輔
天畠 大輔（てんばた だいすけ、1981年〈昭和56年〉12月29日 - ）は、日本の政治家、研究者。学位は博士（学術）（立命館大学・2019年）。専門は当事者研究、障害学、社会福祉。
れいわ新選組所属の参議院議員（1期）。一般社団法人「わをん」代表理事。日本学術振興会特別研究員。14才の時、医療ミスにより後天的に重度の障害を抱えた。「日本で最も重い身体障害を持つ研究者」を自称している。

## 人物・来歴
広島県呉市生まれ。1996年、14才の時、若年性急性糖尿病により、救急搬送された病院での処置が悪く、心停止を起こす。約3週間の昏睡状態後、後遺症として、四肢麻痺・発話障害・視覚障害・嚥下障害など重複障害を抱える。

### コミュニケーション手段の喪失
15歳の時にいた病院では、医師に「この先ずっと植物状態が続き、知的レベルも幼児段階まで低下している」と診断されて、カルテにIQ30と書かれた。院内スタッフからは、何を言ってもどうせ伝わらないと思われ、コミュニケーションを取ろうとしないベテラン看護師や、テレビを見せ続ける職員など、障害者支援の現場での障害者に対する過小評価に深く傷つけられたと自著で述べている。気管切開をしていたため、約半年間、声を出せず寝たきりの状態だったが、母親は「コミュニケーションを絶対に取れるはずだ」と信じ続けており、声をかけ続けていた。その声に天畠は応えようとしていたが、全く動かない自分の体に、悔しさとやるせない気持ちがあふれ、よく一人で泣いていた。天畠はうつろな目をしながらも周囲の人間に対し、Yes・Noのサインを送ろうと試みていたが、目でさえなかなか思うように動いてくれず、誤解されることが多々あった。暑くてたまらない状態であるのにも関わらず、看護師は「天畠さんは寒いの？」と訊いてくることがあり、Noのサインを送ろうと試みるのだが、看護師はそのサインをYesだと受け取り、ますます布団をかけてきた。ある時、天畠は自分の枕元に「い・ろ・は・に・ほ・へ・と……」と刺繍されている手ぬぐいが掛けてある夢を見た。この文字列を使ってどうにか人とコミュニケーションは取れないものだろうかと、夢の中で真剣に考えていた。夢から覚めた後、五十音を誰かに言ってもらえれば、きっと言いたいことは通じるはずだと考え続けていた。

### 新たなコミュニケーション手段の確立
ある日、病院の看護師が、経管栄養を半日入れ忘れ、天畠は空腹に耐えかねて、いてもたってもいられないことがあった。その意思が伝わらずただひたすら泣いていた天畠を見かねた母親が、とっさに思いついたのが五十音を一字一字確認していくコミュニケーション方法だった。「大輔、聞こえていたら五十音の表を頭の中で思い浮かべてね。今から五十音を母さんが言うから、自分の言いたい文字に当たったら、何かサインをちょうだい」「あ・か・さ・た・な……は行の、は・ひ・ふ・へ……」と天畠に話しかけ始め、一時間以上かけ舌をわずかに出すというサインで「へ・つ・た」という三文字に反応した。「今のは、もしかして減ったってことなの？」と母親は聞き返してきた。しかし天畠の発した「へ・つ・た」という言葉の意味が、お腹が「減った」だとは理解が出来なかった。ふと経管栄養の袋を見ると空になっていることに母親は気付き、「もしかして、経管栄養が無くなってお腹が空いてるって意味なの？」と聞き返した。天畠の言いたいことが初めて母親に伝わった瞬間だった。約半年間、寝たきり状態で何も伝えることが出来なかったため、コミュニケーションを取れたことが嬉しくてたまらず泣きじゃくった。「どうせ誰にも、自分の言葉は伝えられない」と、生きることすら諦めかけていた天畠に、この「あ・か・さ・た・な」のコミュニケーションは、天畠にとって生きる動機を与えたのだった。ついに「あ、か、さ、た、な話法」の原形を見つけ出し、外界とのコミュニケーション方法を獲得した。

### 高校時代
退院後は、肢体不自由養護学校（現：特別支援学校）へ転校した。入れられたクラスは、知的障害も持ち合わせている重複障害のクラスで、授業内容は、何か物を作ったりする作業中心のもので、教科書は使用せず、教科教育はほとんど行われなかった。障害者になってからの一年間、自分の障害をなかなか受け入れられず、元気だった時の友達と会うことも、外出することも極力避けていた。そんな中、転機は、高校二年生の時に担任になった先生との出会いだった。その先生は、「ああしろ、こうしろ」などとは決して言わず、また、優しい言葉をかけるのでもなく、自らの行動で天畠を導いた。学校の倉庫に眠っていた電動車いすを、天畠のために改造し、天畠は校内を自由に動き回れるようになった。また、一つのスイッチしか操作できない天畠でも、一人でワープロ操作が可能なようにソフトをプログラミングするなど、様々な可能性があることを具体的な形で示した。この先生との出会いは天畠に生きる勇気を与えた。そして、この体のままで将来をどうするかということも本気で思い始め、その結果、大学に進むことを真剣に考えるようになった。しかし、学校側に大学進学の希望を伝えると、ある先生からは「大学進学なんて夢みたいなことを考えるな。お前はどうやって生きていけるか現実をちゃんと見ろ」と、思いがけない言葉を言われた。天畠が通った肢体不自由養護学校では、高等部卒業後、生徒が大学進学するということを全く考えていないことがうかがえた。また、後にも先にも進学希望者は全く無く、進学相談担当の先生すらいない状態だった。そこで、両親とボランティアの仲間で受験についての情報を集めた。全国障害学生支援センター（前身の「わかこま自立生活情報室」）に赴き、相談にのってもらったが、自身の障害を理解してもらうためには、大学一校一校に足を運ぶ必要があった。

### 重度障害者の大学受験
受験させてもらうために文部科学省や全国の私立大学に、数多く交渉をし、ある大学からは、「どのようにして授業を受けるつもりですか？」と逆に質問をしてくる大学もあった。また他の大学では、願書さえ受け取ってもらえないこともあった。天畠が受験を希望している大学に障害者の入学前例がないことや、障害の程度が重すぎることを理由に、受験が認められないこともあった。センター試験についても、重度の障害者がセンター試験を受けられるようになるためには五年〜十年の歳月が必要だと文部科学省の役人から言われてしまった。
文部科学省や大学との交渉が難航する中、耳から入ってくる音声情報による受験勉強のため、勉強内容は英語を中心にしていた。しかし、受験校を増やすために日本史の勉強もすることにした。受験を申し込んでも、ほとんどの大学に断られる中、辛うじて受験させてくれた大学もあったが、試験問題や受験方法、受験時間に何の配慮もなされていないところがほとんどで、初めから天畠を入学させる意思がないことは明らかだった。
しかし、その中でもルーテル学院大学だけは理解を示した。配慮について、学校側と何度も相談し、受験当日は問題を読む先生と、天畠の回答を聞いて記入する先生をつけてくれた。しかし、ルーテル学院大学への入学も、すんなりと決まったわけではなく、養護学校卒業後、三年目の冬に受験に挑戦するも失敗。その後一年間は、大学の様子を知るためや、大学側に自分のことをさらに知ってもらうために聴講生として千葉から大学のある三鷹まで、片道三時間、車に揺られて通っていた。こうして、体力的にも大学に通えることをアピールし、二度目の受験の際には、倍率が低く卒業までに六年間かけることができる神学科への入学を大学側から勧められ、受験をした。
受験内容は英語と面接。英語の受験の際には、試験問題を読む担当と、天畠の回答を聞いて記入する担当の人が必要だった。また面接試験は、一般入試に予定されていた集団面接ではなく、個人面接にしてもらい、介助に慣れている父親についてもらって受験をした。試験時間については普通の試験時間の二倍延長してもらったが、それでも足りなかった。試験会場に関しては、問題の読み上げや、天畠のサインの解読に声を出す必要があったため個室での受験となった。
四年目でようやく受験には無事合格することができた。入学が決まったことは嬉しかったが、授業をどうやって受けるか、ノートテイクをしてくれる仲間が集められるか、通学はどうするのかなど、悩みや心配も多くあった。通学に車で片道三時間かかる距離だったため、まず、千葉から引っ越しをするか、しないかを親と検討した。

### 大学生活
ルーテル学院大学で大学生活を送るにあたっては、授業時間のノートテイクや代弁、教室の移動、空き時間や食事・トイレの介助、学校の近くに引っ越してきてからの通学介助など、多くの介助を必要とした。他にも、プリントや教科書の読み上げやレポートやテストも提出しなければならなかった。そうした問題をどうクリアしていくかが、入学にあたっての最初の課題だった。
入学決定後は、大学側から、三鷹にある「障害者地域自立生活支援センターぽっぷ」を紹介してもらい、そこにヘルパーの登録をしていたルーテルの学生と出会った。その学生と、それまで受験勉強などサポートをしてくれていた千葉大学の学生を中心に、ボランティア募集のためのチラシを作成し、配布したり、新入生のオリエンテーションで呼びかけや授業の合間に説明会を行うなどした。養護学校時代では障害者に対して周囲の配慮があることが当然だったが、大学では全てを自分でしなければならなかった。健常者に囲まれた環境に入っていくことで、自らの障害の重さを痛感した。飲み会に行き、そこで食べたり飲んだりするにも介助者を探さなければならなかった。一年生の初めの頃、授業は千葉大の学生がノートテイクを担当してくれていたが、ルーテルの学生のボランティアが少しずつ集まってからは、ルーテルの学生だけで介助を回せるように引き継ぎをしていった。
そのシステムができて二年目を迎えた頃、自分一人で介助者を募集する事に限界があると感じた。また、介助を一人できるようになるためには、何度も関わりを持ち、練習する必要があった。それはお互いにかなりの時間と労力を要する作業だった。大学二年生の終わり頃、「もし大学に障害学生を支援する組織があれば、多くの障害学生が大学生活を送りやすくなるのでは？」と考えるようになり、他の大学の障害学生支援組織と交流の機会を持ちながら情報交換をしていった。他大学のシステムを参考にしながら、障害学生のサポート組織「ルーテルサポートサービス（通称LSS）」を作り、三年生になる四月より活動を開始した。大学生活で形にしたものとして卒業論文がある。原稿用紙数十枚に及ぶものであり、当初は難しいのでは？　と思っていたが、担当教授のアドバイスを受けながら、友人にノートテイクをお願いして進めた。何度も何度も方向転換し、そのつど、先生を含めた全員で協議した。提出期間についても配慮してもらい、その結果、卒業時期も半年伸ばした。七万回以上も「あ・か・さ・た・な‥」を繰り返して書き上げた。「介助者も共にあきらめることなく、一緒に取り組んでくれたことに感謝しています」と話している。

### 大学卒業後
その後、立命館大学大学院先端総合学術研究科先端総合学術専攻博士課程（一貫制）修了。日本学術振興会特別研究員（PD）として、中央大学にて「『発話困難な重度身体障がい者』と『通訳者』間に生じるジレンマと新『事業体モデル』」をテーマに当事者研究を行う。現在は立命館大学研究員。
2022年6月17日、第26回参議院議員通常選挙にれいわ新選組から比例区の特定枠候補者として立候補をすると表明。同年7月10日投開票。同党は比例代表で2議席を獲得し、天畠は特定枠により初当選を果たした。第210回国会では参議院厚生労働委員会、政治倫理の確立及び選挙制度に関する特別委員会に所属。

### 「あ、か、さ、た、な話法」
通訳者が読み上げる五十音図の中で論者がサインを送り、一文字ずつ確定する流れ。また、自身の介助者に身体介助技術と「あ、か、さ、た、な話法」の習得を求め、習得できた介助者を通訳者と呼ぶ。現在の通訳者は約20名で、生活は通訳者の特性や能力に応じて業務分担することによって支えられている。
盲ろう者の福島智・東京大学教授（障害学）によると、福島は情報の「受信」、天畠は「発信」の面で、大変な努力を要しており、途方もない困難の中で、ひとつひとつの言葉をつむぎ出すことに全力を尽くす天畠の存在は、効率性と迅速さを求める傾向の強い現代社会に様々な示唆を提供できるという。

### 学歴
- 2000年3月 - 千葉県立袖ケ浦養護学校高等部卒業
- 2004年4月 - ルーテル学院大学文学部神学科入学
- 2005年4月 - ルーテル学院大学文学部社会福祉学科転科
- 2008年9月 - ルーテル学院大学文学部社会福祉学科卒業
- 2009年4月 - ルーテル学院大学総合人間学部臨床心理学科3年次編入
- 2010年3月 - ルーテル学院大学総合人間学部臨床心理学科退学
- 2010年4月 - 立命館大学大学院先端総合学術研究科先端総合学術専攻博士課程（一貫制）入学
- 2019年3月 - 立命館大学大学院先端総合学術研究科先端総合学術専攻博士課程（一貫制）修了[11]

### 職歴
- 2012年4月 - 日本学術振興会特別研究員DC-1
- 2015年3月 - 一般社団法人脳損傷者ケアリング・コミュニティ学会理事就任
- 2017年10月 - 指定障害福祉サービス事業所「㈱Dai-job high」代表取締役就任
- 2019年3月 - 「㈱Dai-job high」代表取締役辞任
- 2019年4月 - 日本学術振興会特別研究員PD（中央大学文学部）、 　NPO法人「境を超えて」理事就任[12]
- 2019年5月 - 立命館大学生存学研究所客員研究員
- 2020年3月 - 一般社団法人「わをん」設立　代表理事就任[13]
- 2022年4月 - 立命館大学衣笠総合研究機構専門研究員
- 2022年7月 - 第26回参議院議員選挙にて当選し、参議院議員となる

出典:

### 受賞歴
- 2008年9月 - 第43回NHK障がい福祉賞・優秀賞受賞[15]
- 2021年12月 - 2021年度社会デザイン学会奨励賞受賞
- 2023年10月 - 2023年度日本社会福祉学会学会賞奨励賞受賞[16]

## 著作物
主な著作物

### 著書
- 「『あ・か・さ・た・な』で大学に行く」，NHK厚生文化事業団編『雨のち曇り，そして晴れ――障害を生きる13の物語』日本放送出版協会 2010年180-196．
- 『声に出せない　あ・か・さ・た・な――世界にたった一つのコミュニケーション』生活書院．2012年
- 『〈弱さ〉を〈強み〉に――突然複数の障がいをもった僕ができること』岩波新書 2021年
- 『しゃべれない生き方とは何か』生活書院．2022年

### 博士論文
- 「『発話困難な重度身体障がい者』の新たな自己決定概念について――天畠大輔が『情報生産者』になる過程を通して」

「博論には約200人の介助者がかかわりました。中心は21人。文献調べや国内外でのインタビュー、執筆を支援してくれました。1文字ずつ読み取ると膨大な時間がかかる。それで、大学院程度の知識のある介助者に私の思考を理解して先読みをしてもらいながら作業を進めました。
その中で介助者の一言が考えもしなかったアイディアにつながることもあり、それを論文に生かすとジレンマが生まれる。自分の能力が水増しされたように感じるからです。博論ではそのジレンマを書きました。」

### 学術論文[18]
- 天畠大輔・立岩真也・井上恵梨子・鈴木寛子，2010，「インターネットテレビ電話を活用した在宅療養者の社会参加について――高等教育における重度障害学生への支援の取り組みから」公益財団法人在宅医療助成勇美記念財団，『平成22年度一般研究助成研究報告書』．
- 天畠大輔，2013，「天畠大輔におけるコミュニケーションの拡大と「通訳者」の変遷――「通訳者」と「介助者」の「分離二元システム」に向けて」，『Core Ethics』9: 163-74．
- 天畠大輔・村田桂一・嶋田拓郎・井上恵梨子，2013，「発話障がいを伴う重度身体障がい者のSkype利用――選択肢のもてる社会を目指して」，『立命館人間科学研究』28，13-26．
- 天畠大輔・黒田宗矢，2014，「『発話困難な重度身体障がい者』における『通訳者』の『専門性』と『個別性』について」，『Core Ethics』10: 155-16．
- 天畠大輔・嶋田拓郎，2017，「『発話困難な重度身体障がい者』における『他者性を含めた自己決定』のあり方――天畠大輔を事例として」『障害学研究』12: 30-57．
- 天畠大輔，2020，「『発話困難な重度身体障がい者』における介護思想の検討――兵庫青い芝の会会長澤田隆司に焦点をあてて」『社会福祉学』60(4): 28-41．
- 天畠大輔，2020，「『発話困難な重度身体障がい者』の論文執筆過程の実態――思考主体の切り分け難さと能力の普遍性をめぐる考察」『社会学評論』71(3): 447-65．
- 天畠大輔，2021，「『発話困難な重度身体障がい者』の文章作成における実態――戦略的に選び取られた『弱い主体』による，天畠大輔の自己決定を事例として」『社会福祉学』61(4): 27-41．

## 選挙歴
| 当落 | 選挙                     | 執行日         | 年齢 | 選挙区       | 政党         | 得票数 | 得票率 | 定数 | 得票順位 /候補者数 | 政党内比例順位 /政党当選者数 |
| ---- | ------------------------ | -------------- | ---- | ------------ | ------------ | ------ | ------ | ---- | ------------------ | ---------------------------- |
| 当   | 第26回参議院議員通常選挙 | 2022年07月10日 | 40   | 参議院比例区 | れいわ新選組 | 6775票 | 0.29%  | 1    | /                  | 1/2                          |